# Вашку да Гама
 Вижте също: Вашко да Гама (пояснение).
Вашку да Гама (на португалски: Vasco da Gama, преди утвърдено като Васко да Гама) е известен португалски мореплавател и откривател на морския път до Индия.

## Ранни години (1469 – 1497)
Вашку да Гама е роден през 1460 или 1469 година в Синиш, рибарско селище и едно от малкото пристанища в Алентежу, на югозападния бряг на Португалия. Той е третият от петимата синове на Ещевау да Гама и Изабел Содре. По-големият му брат Пауло да Гама участва в първата му експедиция, в края на която умира.
Баща му Ещевау да Гама е рицар в дома на херцога на Визеу Фернанду, а след това се издига в Ордена на Сантяго на меча. През 60-те години е назначен за управител на Синиш, а след 1478 година събира данъците и управлява имотите на ордена в региона. Майка му, Изабел Содре, произлиза от влиятелно семейство с корени в Англия, свързано с херцозите на Визеу и с Ордена на Христос.
Сведенията за първите години на да Гама са оскъдни. Португалският историк Аугущу Кайруш Тейшейра ди Арагау предполага, че той е учил в Евура, където придобива познанията си по математика и навигация. Дори има предположения, макар и съмнителни, че негов учител е астрологът и астроном Авраам Закуто.
През 1480 година Вашку да Гама се присъединява към Ордена на Сантяго на меча, в който членува и неговия баща. През следващата година магистърът на ордена наследява португалския трон като крал Жуау II, което дава добри възможности за кариерата на членовете на ордена. През 1492 година кралят възлага на Вашку да Гама мисия до Сетубал и Алгарви, където той арестува френски кораби в отговор на мирновременни действия на французите срещу португалски кораби.

## Експедиции до Индия (1497 – 1503)

### Първа експедиция (1497 – 1499)

#### Подготовка и заминаване
Португалските изследвания на атлантическото крайбрежие на Африка в търсене на злато, слонова кост и роби започват в началото на XV век, но за дълго са занемарени от правителството. Те получават нов тласък с идването на власт на крал Жуау II, който вижда в приходите от презморската търговия важно средство за затвърждаване на кралската власт срещу аристокрацията. Той си поставя за цел да се включи в изключително печелившата търговия с подправки от Азия, контролирана до голяма степен от Венецианската република. Кралят изпраща по суша разузнавателни мисии до Източна Африка и Индия, а през 1488 година Бартулумеу Диаш успешно заобикаля нос Добра надежда.
На 8 юли 1497 година Вашку да Гама отплава от Лисабон с флот от 4 кораба с екипаж от 170 души и започва своята първа експедиция до Индия, при която изминава разстояние, по-дълго от екватора. С него са най-опитните португалски мореплаватели – Перу ди Аленкер (участвал в експедицията на Бартоломеу Диаш), Перу Ешкобар, Жуау ди Куимбра и Афонсу Гонсалвиш. Не е сигурна точната численост на екипажа на всеки кораб, но от експедицията се връщат два кораба с 55 души. Два от корабите са специално построени за експедицията, изглежда една каравела и един товарен кораб.
Четирите кораба са:
- „Сау Габриел“, командван от Вашку да Гама – карака с водоизместимост 178 t, дължина 27 m, ширина 8,5 m, газене 2,3 m и площ на платната 372 m²
- „Сау Рафаел“, командван от брата на Вашку Паулу да Гама с подобни размери
- „Бериу“ (преименуван по-късно на „Сау Мигел“), командван от Николау Куелю – каравела, малко по-малка от първите два кораба
- Товарен кораб с неизвестно име, командван от Гоналу Нуниш

#### Плаване до Южна Африка
На 8 юли 1497 година експедицията потегля от Лисабон, следвайки пътя на предходните плавания край бреговете на Африка, през Тенерифе и Кабо Верде. След като достига до бреговете на Сиера Леоне, по съвет на придружаващите го опитни мореплаватели да избягва, Да Гама взема курс на юг към открито море, пресичайки екватора в търсене на южноатлантическите антипасати, открити през 1487 година от Бартоломеу Диаш. Плаването е успешно и на 4 ноември 1497 година португалците достигат до африканския бряг в залива Сент Хелина (32° 40` ю.ш.) и откриват устието на река Грейт Берг. В продължение на повече от три месеца корабите изминават над 6 хиляди мили в открито море – най-дългото плаване далеч от сушата за времето си.
Моряците слизат на брега и установяват контакт с местните бушмени. След няколко дни се стига до схватка с местното население и са убити няколко от тях, след което флотилията вдига котва, минава покрай нос Добра Надежда. Към 16 декември флотът преминава устието на река Грийт Фиш, докъдето по-рано е стигал Бартоломеу Диаш, след което продължават в непознати за европейците води. Заради наближаването на Рождество Христово, португалците дават на бреговете, край които плават, името Натал (буквално „рождественски“).

#### Плаване покрай източните брегове на Африка
След като напуска залива Мосъл Бей, ескадрата навлиза в Индийския океан и продължава бавно на североизток, заради насрещното Мозамбикско течение. На 11 януари 1498 година флотилията спира в устието на неизвестна река и там португалците установяват, че страната е гъсто заселена с познати на тях племена и с език, сходен с този от устието на река Конго. На 25 януари, на 18° 22` ю.ш., корабите отново хвърлят котва. Тук португалците се срещат с племена, които притежават арабски и индийски стоки и да Гама установява, че приближават Индия. Зарадван от тази информация, да Гама заповядва да се постави специален каменен стълб (падран) с кралския герб и надписи. Повече от месец португалците прекарват на брега и ремонтират корабите. Голяма част от моряците се разболяват от скорбут и смъртността сред тях е голяма.
На 24 февруари 1498 г. флотилията отплава, продължава на север и на 2 март достига до пристанището Мозамбик на 15° 02` ю.ш., където остава до 29 март. Това пристанище е ежегодно посещавано от арабски едномачтови кораби (доу), които товарят оттам главно роби, злато и слонова кост. Опасявайки се от враждебни настроения на местните жители към християните, Да Гама се представя за мюсюлманин и получава аудиенция при местния султан. С евтините стоки, с които разполага, той не успява да му предложи подходящи дарове, и скоро местните жители стават подозрителни към португалците. Принудени от враждебна тълпа да напуснат пристанището, на заминаване те обстрелват града с оръдията си.
Португалците не се доверяват особено на наетите в Мозамбик арабски лоцмани и пленяват край брега малък ветроходен кораб и разпитват стопанина му, за да получат по-точни сведения за по-нататъшното плаване. Придвижвайки се на север, те прибягват до пиратски действия, ограбвайки слабо въоръжени арабски търговски кораби. На 7 април флотилията влиза в пристанището на Момбаса (сега град в Кения), където по това време управлява могъщ шейх. Сам той едър роботърговец, усеща в португалците сериозни съперници и замисля заговор за отстраняването им. На следващия ден, когато корабите навлизат в пристанището, арабските лоцмани на борда скачат във водата и с плуване се добират до брега. Разбирайки, че управителят на Момбаса замисля заговор, Да Гама продължава на север покрай брега и на 14 април 1498 флотилията хвърля котва в пристанището на Малинди (3° 13` ю.ш.).
Управителят на Малинди посреща по-дружелюбно португалците, тъй като самият той враждува с Момбаса. Тук те за пръв път получават сведения за индийски търговци. В Малинди Вашку да Гама наема лоцман, добре запознат с мусоните, който трябва да отведе експедицията до югозападните брегове на Индия. В източниците има разминаване относно идентичността на лоцмана – според някои той е християнин, според други мюсюлманин, а според трети гуджаратец. Една легенда идентифицира лоцмана като известния арабски мореплавател Ахмад ибн Маджид, но според много източници от епохата по това време той се намира далеч от този регион. Португалските източници също не споменават ибн Маджид.

#### Португалците в Каликут
Флотилията вдига котва на 24 април от Малинди, взема курс на североизток и, ползвайки попътните мусони, на 17 май 1498 година португалците достигат до индийските брегове. Там завиват на юг и след тридневно плаване, като изминават около 100 километра, на 20 май 1498 година корабите хвърлят котва при Капад край индийския град Каликут. Тогава старият лоцман, малко преди да се прости с Вашку да Гама, отива при адмирала и казва: „Ето я страната, към която Вие се стремите.“
Сутринта на другия ден корабите са посетени от чиновник на местния управител. Да Гама изпраща с него на брега един от углавните престъпници на борда, който знае малко арабски език. Той е отведен към двама араби, които му говорят на италиански и кастилски и първият въпрос, който му задават, е: „Кой дявол те доведе тук?“ Посланикът отговаря, че в Каликут са пристигнали португалци „да търсят християни и подправки“. С един от арабите посланикът се завръща на борда и поздравява да Гама с пристигането и се обръща към моряците с думите: „Благодарете на да Гама, че ви доведе в такава богата страна.“ Арабските търговци в Каликут владеят цялата морска търговия и настройват местния управител против португалците.
Заморинът, индуисткият владетел на Каликут, се държи неутрално и не възпрепятства търговията, но мюсюлманите в Каликут не купуват португалските стоки, сочейки ниското им качество, а бедните индийци плащат много по-малко, отколкото разчитат португалците. Въпреки всичко моряците успяват да изтъргуват португалските стоки за карамфил, канела и скъпоценни камъни. Успехът на експедицията надхвърля всички очаквания, като отнася в Европа стоки на стойност шестдесет пъти повече от разходите за нейното провеждане.
На 9 август 1498 година Вашку да Гама е посрещнат от заморина с почести, включващи процесия на 3 хиляди въоръжени наири, но срещата му с него не донася конкретни резултати. Даровете, които той му поднася от името на крал Мануел – четири плаща от червен плат, шест шапки, четири клона корали, дванадесет кутии с месингови съдове, сандък със захар, две бурета с масло и каца с мед – не са нещо особено и не успяват да впечатлят владетеля. Той съобщава на заморина, че се кани да отплава и го моли да изпрати с него представители с подаръци за краля – бахар, канела, карамфил и други ценности. Когато придворните се учудват, че сред даровете няма злато или сребро, мюсюлмански търговци, виждащи в да Гама свой съперник, заявяват, че той е обикновен пират, а не кралски пратеник.
Предложението на Вашку да Гама да остави след заминаването си португалски фактор, който да се грижи за стоката, която не е успял да продаде, е отхвърлено от владетеля, който настоява португалците да платят мито, за предпочитане в злато, както всички останали търговци. Заморинът издава заповед да се задържат стоките в складовете и забранява на местните жители да превозват португалците със своите лодки до корабите. Индийците обаче не се съобразяват със заповедта и продължават да търгуват, а някои по-знатни граждани ходят на гости на португалците и да Гама първоначално ги посреща любезно.
Раздразнен от финансовите спорове със заморина, да Гама задържа насила при себе си шестима наири и шестнадесет рибари. Той съобщава на заморина, че ще ги освободи, когато всички португалци се извозят до корабите и се освободят задържаните в митницата стоки. След седмица, след като Да Гама заплашва, че ще убие заложниците, всички португалци са освободени и докарани на корабите. Да Гама освобождава част от заложниците, като обещава, че ще пусне и останалите след освобождаването и на стоките. След като това не става, на 29 август 1498 година флотилията вдига платна и отплава за Португалия със заложниците на борда.

#### Завръщане в Лисабон
Вашку да Гама напуска Каликут на 29 август 1498 година, игнорирайки твърденията на местните жители, че сезонът е неподходящ поради посоката на мусоните. Първоначално флотът напредва бавно на север край индийския бряг и на 20 септември спират на остров Анджедива край Гоа, където ремонтират корабите. По време на ремонта португалците са нападнати от пирати, но Да Гама ги обръща в бягство с пушечни изстрели.
На 3 октомври флотилията вдига платна, но зимните мусони още не са започнали и пътуването е тежко. На отиване, с попътния летен мусон, да Гама пресича океана само за 23 дни, докато сега плаването срещу вятъра му отнема 132 дни. Той вижда сушата едва на 2 януари 1499 година, преминавайки без да спира край пристанището Могадишу, описано като голям град с къщи на четири или пет етажа, големи дворци в центъра и множество джамии с цилиндрични минарета.
На 7 януари 1499 година португалците най-накрая достигат Малинди в окаяно състояние – около половината от екипажа умира по време на плаването, а много от останалите са болни от скорбут. Местният приятелски настроен владетел ги снабдява със свежи продукти, изпраща на краля подарък (слонски бивник) и разрешава на пристанището да бъде поставен падран. В района на Момбаса да Гама е принуден да изгори кораба „Сау Рафаел“, поради силно намалелия състав на екипажа от болести и невъзможността да се обслужват три кораба (транспортният кораб изглежда е загубен преди това).
През следващите седмици пътуването продължава по-лесно. На 1 февруари 1499 г. флотилията достига до Мозамбик, в началото на март преминава край залива на днешния Мосъл Бей, на 20 март заобикаля за втори път, но в обратна посока, нос Добра Надежда и на 25 април достига бреговете на Западна Африка. В този момент прекъсва дневникът на експедицията и по-нататъшната ѝ съдба е възстановена по други източници.
Изглежда Вашку да Гама продължава към Кабо Верде, където корабът „Бериу“, който е под командата на Николау Куелю, се отделя от „Сау Габриел“. На 10 юли 1499 година той първи се завръща в Лисабон и Куелю лично донася новината на крал Мануел и двора, пребиваващ по това време в Синтра. Междувременно в Кабо Верде братът на Вашку да Гама, Паулу да Гама, заболява тежко и Вашку да Гама решава да остане с него, предава командването на „Сау Габриел“ на своя писар Жуау ди Са, който се връща в Португалия в края на юли или началото на август.
Вашку да Гама и болният му брат потеглят от Кабо Верде с идваща от Гвинея каравела, но Паулу умира по пътя и Вашку да Гама спира на Азорските острови, където го погребва в манастира „Свети Франциск“ в Ангра ду Еруисму. Той прекарва тук известно време, след което с пътуваща към Португалия каравела се връща в Лисабон, според различни източници на 29 август, 8 септември или 18 септември. Вашку да Гама е посрещнат с големи почести, включващи триумфално шествие и публични празненства. Малко след завръщането на корабите крал Мануел пише две писма, в които описва първото пътешествие на да Гама.

#### Резултати от Първата експедиция
Експедицията има големи разходи – от четирите кораба се връщат само два, а от екипажа – по-малко от половината. Тя не успява и в основната си цел – да се сключи търговски договор с Каликут. Въпреки това донесените от двата кораба подправки са продадени с огромна печалба за короната и Вашку да Гама справедливо получава заслугите за откриването на пряк морски път до Азия.
В Каликут португалците успяват да закупят подправки и скъпоценни камъни в обмен на португалски стоки и вещи на самите моряци. Значителен доход донасят и пиратските операции на да Гама в Арабско море. Но, естествено, не това предизвиква ликуване в Лисабон сред управляващите кръгове. Експедицията изяснява какви огромни изгоди може да донесе за тях непосредствената морска търговия с Индия при съответната икономическа, политическа и военна организация.
Откритият за европейците морски път за Индия е едно от великите събития в историята на световната търговия. До прокопаването на Суецкия канал (1869) основната търговска артерия от Европа до страните от Индийския океан и Китай преминава покрай нос Добра Надежда. Португалия, държаща в свои ръце „ключа към източните морета“, става през XVI век силна морска държава, завоюва монопола на търговията с Южна и Източна Азия и го удържа близо 90 години – до разгрома на „Непобедимата армада“ (1588)
Търговията с подправки се превръща във важен източник на доходи за португалската хазна, но откриването на морския път до Индия има и други последствия. Така пътуването на да Гама показва ясно, че източните брегове на Африка, Контра Коща, са ключово важни за португалските интереси като източник на прясна вода, провизии, дървен материал и пристанища за ремонт на корабите и за изчакване на подходящия за мореплаването сезон. Съществен резултат от това е португалската колонизация на Мозамбик.

### Между двете експедиции (1499 – 1501)
През декември 1499 година Вашку да Гама получава от крал Мануел I като наследствено владение град Синиш, управляван в миналото от баща му. Дарението довежда до значителни усложнения, тъй като градът принадлежи на Ордена на Сантяго на меча. Въпреки че да Гама е член на ордена и е сред приближените на неговия магистър Жоржи ди Ленкащри, магистърът се противопоставя на възможността кралят да се разпорежда с притежанията на ордена. Да Гама прекарва следващите няколко години в усилия да наложи владението си на Синиш, при което влиза в конфликт с ди Ленкащри и в крайна сметка напуска Ордена на Сантяго, преминавайки през 1507 година в съперническия Орден на Христос.
Междувременно да Гама получава и значителна наследствена кралска пенсия от 300 хиляди реала. Той, братята му и техните наследници получават благородническата титла „дом“. През 1500 или 1502 година получава титлата „адмирал на моретата на Арабия, Персия, Индия и целия Изток“. Друго кралско писмо от октомври 1501 година дава на да Гама личното право да се намесва и да играе определяща роля във всяка бъдеща индийска флотилия.
Около 1501 година Вашку да Гама се жени за Катарина ди Атаиди, дъщеря на Алвару ди Алтаиди, сеньор на Алвор и влиятелен благородник, сроден с фамилията Алмейда.
Междувременно, през 1500 и 1501 година Португалия изпраща две нови флотилии към Индия, водени съответно от Педру Алвариш Кабрал и Жуау да Нова. Кабрал има за цел да довърши започнатото от да Гама – да сключи договор със заморина на Каликут и да създаде португалска фактория в града, но също се сблъсква със съпротивата на арабските търговци. При масови безредици факторията е нападната и 70 португалци са убити. Кабрал обвинява за това заморина и обстрелва града от корабите си, започвайки открита война между Португалия и Каликут.

### Втора експедиция (1502 – 1503)
След като сведенията за сблъсъците в Индия стигат до Португалия, Вашку да Гама използва правата си за намеса в индийската политика и поема командването на Четвъртата индийска армада, която трябва да замине през 1502 година с основната цел да отмъсти на заморина и да го принуди да приеме португалските условия. Тежко въоръженият флот от петнадесет кораба и осемстотин души напуска Лисабон на 12 февруари 1502 година. Той е последван през април от друга група от пет кораба, водени от братовчеда на адмирала Ещевау да Гама, които настигат основния флот в Индийския океан. Четвъртата армада до голяма степен е семейно начинание на Вашку да Гама – двама негови вуйчовци, Висенти Содре и Браш Содре трябва да командват патрул в Индийския океан, а шуреят му Алвару ди Атаиди и зет му Лапу Мендиш ди Вашкунселуш са капитани на кораби от основния флот.
В Мозамбикския проток един от корабите претърпява корабокрушение, но екипажът е спасен. След излизането от протока да Гама акостира в пристанището на Килва (8° 56` ю.ш.), където вероломно примамва на кораба си управителя на града и под угрозата от смъртно наказание го задължава да плаща ежегоден данък на португалския крал.
След екватора, вероятно с цел разузнаване, преминава покрай бреговете на Арабския п-ов и Северозападна Индия до Камбейския залив, а оттам завива на юг. Голяма част от екипажа по време на този преход заболява от скорбут и измира. На малко островче край Гоа са стоварени 300 болни моряци и за тях е организирана болница. В района на Кананур португалците нападат арабски кораб, плаващ от Джида към Каликут с ценни стоки и 400 пасажери, главно поклонници, връщащи се от Мека. След като моряците разграбват кораба, да Гама заповядва да затворят пасажерите в трюма и запалва кораба след бомбардиране от разстояние. Нещастниците успяват да се освободят от трюма и започват да гасят огъня, но да Гама заповядва да се стреля по тях и отново подпалват кораба. Четири дни продължава тази неравна борба: португалците не се решават да вземат кораба на абордаж, тъй като загиващите на него хора хвърлят на палубите на атакуващите ги кораби горящи дъски и греди. Скоро след това горящият кораб потъва и заедно с него и останалите живи пасажери. По заповед на да Гама от кораба са свалени 20 малки момчета, които след това са превозени до Лисабон, кръстени и замонашени.
След като сключва съюз с управителя на Кананур, в края на октомври 1502 г. флотилията се придвижва на юг до Каликут и започва обсада на града. Обсадата започва с обесването на реите на 38 индийски рибари, доставящи на португалците риба, и започва бомбардировка на града. През нощта да Гама заповядва да снемат труповете от реите, да им отрежат главите, ръцете и краката и всичко това е натоварено на няколко лодки, с прикрепени към тях писма, в които пише, че такава ще е съдбата на всички граждани, ако те все още продължават да се съпротивляват. Приливът пренася лодките до брега и на следващия ден португалците отново обстрелват града и разграбват и опожаряват плаващия към него товарен кораб. След като оставя седем от корабите да поддържат блокадата на Каликут, да Гама изпраща два кораба в Кананур да товарят подправки, а с останалите заминава за Кочин.
След още две сражения край Каликут с арабски кораби през февруари 1503 г. да Гама повежда част от корабите обратно за Португалия, където пристига през октомври 1503 г., натоварени с огромно количество подправки. Останалите няколко кораба от ескадрата на да Гама под командата на чичо му Висенте Судре плават покрай бреговете на Аденския залив и прехващат арабските кораби, плаващи от Червено море за Индия, подривайки по този начин египетско-индийската търговия.

## Следващи години (1503 – 1524)
След успешно приключилото второ плаване на да Гама е присъдена пожизнена пенсия, след това получава графска титла, но за много години е отстранен от плаване на кораби и от всяка друга държавна дейност.
Чак през 1524 г. е назначен за вицекрал на Индия и през април същата година се отправя натам. Пристига в Гоа, а след това се премества в Кочин, където умира от малария на 24 декември 1524 година. Погребан е в църква в Кочин, построена през 1503. 14-години след смъртта му, португалският крал решава, че тленните му останки трябва да бъдат върнати в Португалия. Изпратена е експедиция, която да ексхумира тялото и да го докара в Лисабон. Експедицията се завръща в Португалия и Вашку Да Гама е погребан за втори път в манастира Жеронимуш в Лисабон. В същия манастир през 1497 г. да Гама и спътниците му прекарват в молитви нощта преди първата експедиция към Индия. Днес манастирът е паметник на световното културно наследство на ЮНЕСКО, а в индийския град Кочин празният гроб и църквата продължават да са посещават от туристи и са местна атракция.

## Памет
В негова чест е наречен кратер на Луната.